# Antiq hotel, Ljubljana
Antiq Hotel je eden izmed hotelov s 4 zvezdicami v Ljubljani. Nahaja se ob Herkulovem vodnjaku blizu Akademije za glasbo v Ljubljani.